# Приокские зори
«Прио́кские зо́ри» — российский ежеквартальный литературно-художественный и публицистический журнал, издающийся в Туле с 2005 года.

## История
Журнал «Приокские зори» был основан в октябре 2005 года. Изначально редакция (редколлегия) состояла из восьми человек: главного редактора и его заместителя, ответственного секретаря и пяти членов редколлегии — все из Тулы и Белева.
В четвёртом томе своих «Сочинений» президент Академии российской литературы Леонид Ханбеков пишет:

«Вовсе не случайно то, что местная писательская организация доверила ему возглавить первый тульский литературный журнал „Приокские зори“. И, сам редактор, вижу, что с „портфелем“ у „Приокских зорь“ нет проблем… Едва стартовав в 2005 году „пилотными“ выпусками, уже в 2007 году журнал всерьез заявил о себе четким ежеквартальным выходом» Леонид Ханбеков.

Само же название журнала далеко не случайно: во-первых, «зори» — символ непредвзятости литературной жизни; во-вторых, Тульская область расположена «при Оке» — западная и северная граница области проходят как раз по течению великой среднерусской реки.
«Литературная газета» пишет о № 1, 2009 г. журнала:

«Свой мини-юбилей у „Приокских зорь“ — пятый год издания. За это время журнал стал подлинно межрегиональным, вырос тираж. В постоянной практике журнала — издание тематических номеров…» «Литературная газета»

Первоначально журнал «Приокские зори», как межрегиональный, ориентировался на публикации авторов Тульской, Калужской, Орловской и Курской областей, но уже вскоре приобрел статус всероссийского, а де-факто и международного издания. С этого времени среди постоянных авторов журнала — литераторы России, Украины, Латвии, Китая, Германии, США, Израиля, Англии, Италии и других стран.
С самого начала журнал печатается попечительством Тульского госуниверситета (ректор М. В. Грязев) и благодаря общественной работе редколлегии и редакции журнала.
Учредитель журнала «Приокские зори» — ООО Издательство «Неография». Журнал зарегистрирован Управлением ФС по надзору в сфере связи и массовых коммуникаций по Тульской области. Свидетельство о регистрации от 5 марта 2009 года ПИ ТУ 71-00079.
Журнал выходит ежеквартально тиражом 500 экземпляров. Полный текст также представляется на официальном сайте журнала, а также на сайте Содружества литературных проектов «Русское поле». По эгидой «Приокских зорь» издается литературно-музыкальный альманах «Ковчег» и две книжные серии: "Библиотека журнала «Приокские зори» и "Приложение к журналу «Приокские зори». Редколлегия, начиная с 2008 года, вводит систему поощрения авторов лучших материалов, опубликованных в течение календарного года, заключающуюся в присвоении почетного звания "Лауреат литературной премии журнала «Приокские зори» «Левша» им. Н. С. Лескова..
Журнал содержит следующие рубрики: «Колонка главного редактора», «Юбилеи выдающихся русских классиков», "Проза (подразделяется от номера к номеру по подразделам: «Роман», «Повесть», «Пьеса», в каждом номере: «Современный русский рассказ»), «Образы и тропы поэзии», «От Волги до Амура: Современная литература Поволжья и Сибири», «Русское литературное Зарубежье. Переводы», "Тверской бульвар — 25 в «Приокских зорях», «Публицистика», «Литературоведение, литературная критика, рецензии», «Хроника литературной жизни», «Personalia», «Актуальное интервью» и другие («разовые») рубрики.
В рубрике «Актуальное интервью» в разные годы представлены интервью с известными людьми: Тимуром Зульфикаторвым, Митрополитом Тульским и Ефремовским Алексием (Кутеповым), Валерием Масловым, Павлом Басинским, Виктором Пахомовым, Валентином Сорокиным, В. В. Жириновским,, а также с гл. редактором Алексеем Яшиным,
Информационную поддержку «Приокским зорям» осуществляют: «Литературная газета», «День литературы»(Москва), журнал «Подъем» (Воронеж), «Истоки» (Красноярск) и «Московский Парнас», газеты «Слобода» (Тула), «Тульская правда» и «Щекинский вестник».
География авторов — широкая; в журнале «Приокские зори» представлены произведения писателей, поэтов и литературных публицистов Тулы и Тульской области, а также (и по преимуществу) творчество литераторов из многих областей России, ближнего и дальнего Зарубежья.
Вот что сказал в своем выступлении по радио ГТРК «Тула» журналист Виктор Щеглов:

«Удачным выдался 2011 год для регионального литературно-художественного и публицистического журнала „Приокские зори“. Интерес к изданию проявили две крупнейшие библиотеки — Конгресса США и Сиэтла, пожелавшие иметь у себя номера журнала…» Виктор Щеглов.

## Главный редактор
Главным редактором с момента основания журнала и по настоящее время является прозаик Алексей Яшин (Тула).

## Авторы
Имена авторов, наиболее известных в России, в ближнем и дальнем Зарубежье, в Тульской области и, как правило, сотрудничающих с журналом на протяжении всех лет его издания, приводятся в порядке первых публикаций в журнале.
Николай Дружинин, Иван Еронин, Наталия Парыгина, Владимир Сапожников, Ирина Пархоменко, Вячеслав Алтунин, Александр Хадарцев, Валерий Ксенофонтов, Иван Рыжов, Николай Дронов, Николай Минаков, Николай Милонов, Петр Сальников, Виктор Пахомов, Валентин Киреев, Геннадий Маркин, Олег Кочетков, Константин Струков, Владислав Аникеев, Сергей Галкин, Николай Любин, Николай Боев, Валерий Савостьянов, Виктор Греков, Алексей Корнеев, Алексей Логунов, Гюлаб Мартиросян, Сергей Норильский, Иван Панькин, Михаил Крышко, Борис Голованов, Виктор Дронников, Вячеслав Боть, Валерий Маслов, Александр Зиновьев, Николай Макаров, Геннадий Иванов, Николай Переяслов, Юрий Орлов, Аркадий Шипунов, Рудольф Артамонов, Василь Симоненко, Владимир Суворов, Валерий Ходулин, Владимир Жириновский, Геннадий Зюганов, Александр Проханов, Роман Тишковский, Сергей Крестьянкин, Владимир Резцов, Феликс Кузнецов, Олег Пантюхин, Наталья Шубникова-Гусева, Ирина Кедрова, Вячеслав Дудка, Леонид Ханбеков, Марина Баланюк, Саймон Себаг-Монтефиоре, Владимир Мирнев, Наум Ципис, Яков Шафран, Наталья Квасникова, Игорь Золотусский, Тамара Булевич, Чжао Хуань, Алексей Борычев, Джульетто Кьеза, Игорь Карлов, Валерий Ганичев, Борис Тарасов, Диана Кан, Сергей Лебедев, Сергей Прохоров, Валентин Сорокин, Игорь Нехамес, Игорь Лукьянов, Людмила Авдеева, Кирилл Усанин, Вячеслав Лютый, Геннадий Красников, Тимур Зульфикаров, Лев Дуров, Ефим Гаммер, Сергей Гора, Всеволод Кузнецов, Владимир Бояринов, Лариса Яшина, Митрополит Тульский и Белевский Алексий (Кутепов), Федор Ошевнев, Рагим Мусаев, Ольга Пономарева-Шаховская, Нина Попова, Анна Барсова (Барсегян) и многие другие.

## Редколлегия
| Авдеева Л. Е. Баланюк М. Г. Боть В. И. Гаммер Е. А. Ганичев В. Н. Греков В. Я. Кедрова И. Н. | Ксенофонтов В. И. Лебедев С. А. Маркин Г. Н. Мельников И. А. Нехамес И. М. Пантюхин О. В. Парыгина Н. Д. Пахомов В. Ф. — Первый зам. главного редактора Прохоров С. Т. | Резцов В. В. Сапожников В. Г. Сорокин В. В. Хадарцев А. А. Ханбеков Л. В. Хромушин В. А. Шафран Я. Н. — зам. главного редактора — ответственный секретарь Янгол О. В. |